# 浅見敬子
浅見 敬子（あさみ けいこ、女性、1977年3月4日 - ）は、日本の元ラグビーユニオン選手で、現在は日本ラグビーフットボール協会副会長（理事）およびワールドラグビー理事。東京都出身。現役時代のポジションはスクラムハーフ、スタンドオフ。

## 来歴
東京都立富士森高等学校から日本体育大学に進学し、3年次に女子ラグビー部に入部して主将を務める。ニュージーランド・ノースハーバーへラグビー留学し、1999年から2000年まで地元クラブチームのニュージーランド・ネイビーでプレーした。
帰国後、女子ラグビークラブPHOENIX設立に参加し、ここでも主将となった。
1996年からは女子日本代表にも選出され、2002年の女子ラグビーワールドカップにも全4試合出場。
2003年からは代表の主将を務め、2004年からは7人制女子日本代表にも選ばれている。
2007年、選手引退。女子日本代表のコーチに就任。
2011年、7人制女子日本代表コーチとなり、豊島岡女子学園中学校・高等学校の保健体育講師として教鞭を執る傍ら、指導に当たる。
2012年、7人制女子日本代表ヘッドコーチに就任。2016年退任（以後、稲田仁が代行・後任）。
2017年6月24日、日本ラグビーフットボール協会の理事に就任。
2018年5月18日、ワールドラグビーの理事に選出された。
2022年7月20日、日本ラグビーフットボール協会の副会長に就任。
2022年8月27日、歴代女子日本代表選手キャップ授与セレモニーに登壇。